# Arapuã
Arapuã är en kommun i Brasilien.   Den ligger i delstaten Paraná, i den södra delen av landet, 1 000 km söder om huvudstaden Brasília. Antalet invånare är 3 554.
Trakten runt Arapuã består till största delen av jordbruksmark. Runt Arapuã är det glesbefolkat, med 15 invånare per kvadratkilometer.